# Laura Di Salvo
Laura Di Salvo (* 26. Januar 1973 in Frankfurt am Main) ist eine deutsche Journalistin und Fernsehmoderatorin.

## Leben und Karriere
Die Tochter einer Deutschen und eines Italieners wuchs in Rödermark auf. Nach einem Studium der Politologie, Soziologie und Romanistik an der Johann Wolfgang Goethe-Universität Frankfurt am Main samt einer Studienzeit an der Universität Padua arbeitete sie zunächst als Reisejournalistin. Sie moderierte die n-tv-Sendung Abenteuer & Reisen. Seit August 2001 moderiert sie zahlreiche Wettersendungen des Hessischen Rundfunks und der ARD.
Außerdem ist Di Salvo Schirmherrin der Velo-Taxi-Flotte in Frankfurt am Main und engagiert sich in diesem Zusammenhang für die AIDS-Hilfe. Im September 2006 präsentierte sie den  „Race for the cure“, der sich für die Vorsorge von Brustkrebs einsetzt.